# ژولیو باپتیستا
ژولیو سزار کلمنت باپتیستا (پرتغالی: Júlio César Clemente Baptista؛ زادهٔ ۱ اکتبر ۱۹۸۱) بازیکن فوتبال پیشین اهل برزیل است.

## باشگاهی
از باشگاه‌هایی که در آن بازی کرده است می‌توان به سائوپائولو، سویا، رئال مادرید، آرسنال، رم، مالاگا، کروزیرو، اورلاندو سیتی و سی‌اف‌آر کلوژ اشاره کرد.

## تیم ملی
او بین سال‌های ۲۰۰۱ تا ۲۰۱۰ توانسته ۴۷ بازی برای تیم ملی فوتبال برزیل انجام دهد.

## افتخارات

### باشگاهی
آرسنال
- جام اتحادیه باشگاه‌های انگلستان: نایب قهرمان ۰۷–۲۰۰۶

رئال مادرید
- لا لیگا: ۰۸–۲۰۰۷

کروزیرو
- مسابقه قهرمانی سری آ برزیل: ۲۰۱۳، ۲۰۱۴

سی‌اف‌آر کلوژ
- لیگ دسته اول فوتبال رومانی: ۱۹–۲۰۱۸

### ملی
برزیل
- کوپا آمریکا: ۲۰۰۴، ۲۰۰۷
- جام کنفدراسیون‌ها: ۲۰۰۵، ۲۰۰۹